# Бреннан, Джон Оуэн
Джон О́уэн Бре́ннан (англ. John Owen Brennan; род. 22 сентября 1955 года, Норт-Берген, Нью-Джерси США) — американский деятель спецслужб, аналитик в области государственной безопасности, первый глава Национального центра по борьбе с терроризмом (2001—2005), главный советник президента США Барака Обамы по борьбе с терроризмом (2009—2013).
Один из организаторов спецоперации по уничтожению Усамы бен Ладена в 2011 году. 7 января 2013 года был выдвинут на пост Директора ЦРУ. 7 марта 2013 года Сенат США утвердил Джона Бреннана новым главой ЦРУ.
Уволен с этого поста 20 января 2017 года.

## Биография
Впервые подал документы для работы в ЦРУ в 1980 году. Во время подачи документов при прохождении теста на детекторе лжи признал, что он голосовал на выборах за кандидата Коммунистической партии. Был удивлён, что несмотря на это, его приняли на работу.

### На посту главы ЦРУ
Вечером 13 апреля 2014 года, на фоне обострения пророссийских протестов на Украине в апреле 2014 года и решения украинских властей о применении силовых мер против протестующих, Виктор Янукович выступил с заявлением о том, что «Киев посетил директор ЦРУ, который встречался с Аваковым, Турчиновым. После этих встреч было принято решение о проведении силовых акций [на юго-востоке Украины]», «Бреннан фактически санкционировал применение оружия и спровоцировал кровопролитие на Украине». В тот же день представитель ЦРУ Тод Эбиц опроверг информацию о причастности Бреннана к событиям на востоке Украины, отказавшись при этом комментировать вопрос о том, имела ли место поездка в Киев или нет.
14 апреля в понедельник представитель Белого дома США Джей Карни подтвердил, что Бреннан посещал Киев 12—13 апреля, сообщив, что «визиты высокопоставленных лиц разведывательных органов являются стандартным средством для укрепления взаимовыгодного сотрудничества». По мнению Карни, предположение иных целей визита является «абсурдом». В тот же день Якименко А. Г., председатель СБУ в январе 2013 — феврале 2014 года, заявил, что, по его сведениям, «Господин Бреннан привез указания, распоряжения: что нужно делать, как нужно делать и какими силами выполнять те задумки, которые сделали в ЦРУ». Одновременно Якименко обвинил текущего главу СБУ В. А. Наливайченко в том, что он во время пребывания в должности генерального консула Украины в США был завербован ЦРУ.
В январе 2017 года Бреннан вместе с директором Федерального бюро расследований (ФБР) Джеймсом Коми, директором АНБ Майком Роджерсом и директором национальной разведки Джеймсом Клеппером проинформировали избранного президента Дональда Трампа в Трамп-тауэр о выводах разведывательного сообщества в отношении вмешательства России в выборы и обвинениях в досье Стила.